# 侯子步
侯子步（1901年—1950年），原名侯培骘，中国艺术家和美术教育家。

## 生平
1901年出生在河北定县，毕业于北平艺术学院，同窗好友有李苦禅，王雪涛等，老师是肖谦中。1931年到1937年先后在武汉水陆艺专，北平美术专科学校，京华美专担任美术老师或教授。1937年-1938年，担任中国国民革命军少将参议，由冯玉祥将军直接领导。

## 门徒
比较有名的学生有：张仃、李伯时、吴瑞臻、徐枯石、冯凭等。

## 外部連結
- 《侯子步画集》出版